# Некодуючі РНК
Некодуючі РНК, нкРНК (англ. noncoding RNA, ncRNA) — це велика група функціональних молекул рибонуклеїнової кислоти, що не транслюються у білки, тобто чия нуклеотидна послідовність не буде переведена в амінокислотну послідовність білків. Перша некодуюча РНК була відкрита в 1960х роках і це була транспортна РНК. Іншою малою нкРНК була бактеріальна 6S РНК.
Некодуючі РНК складають різноманітну групу транскриптів, і виконують серію функцій. До них належать нкРНК, що беруть участь у біосинтезі білків (рибосомні РНК, транспортні РНК, малі ядерні РНК, малі ядерцеві РНК), нкРНК, що виконують регуляторні функції (мікроРНК, міРНК, піРНК, довга некодуюча РНК Xist) та багато нещодавно відкритих типів нкРНК з функціями ще не до кінця з'ясованими (англ. transcription initiation RNAs (tiRNA), англ. splice site RNAs (spliRNA), короткі РНК, що походять з малих ядерцевих РНК та короткі РНК що походять з тРНК). Також ймовірно деякі з нкРНК, особливо довгі нкРНК, не виконують ніяких функцій і є побічним продуктом транскрипції у клітині: транскрипційним шумом

## Класифікація
Некодуючі РНК історично ділять на довгі та короткі. Таке розподілення пов'язано з методиками виділення РНК і має межу у 200 нуклеотидів.

### Короткі некодуючі РНК
До них належать різноманітні за біогенезом продукти. До коротких нкРНК належать малі ядерні РНК, малі ядерцеві РНК, мікроРНК, міРНК, піРНК тощо. 

### Довгі некодуючі РНК
Довгі некодуючі РНК це тип некодуючих РНК, які мають довжину більше 200 нуклеотидів та виконують певні функції. Проте таке визначення іноді не доволі точне. Так, деякі матричні РНК можуть виконувати функції, відмінні від кодування білків, при цьому вони виступатимуть у ролі нкРНК. Також дані проекту ENCODE свідчать про те, що велика частка геному транскрибується у вигляді довгих нкРНК, проте відомостей про їхні функції немає, це може бути транскрипційним шумом.